# Лембек, Майкл
Майкл «Лем» Лембек (англ. Michael Lembeck, род. 25 июня 1948, Бруклин, Нью-Йорк, США) — американский актёр, кино- и телережиссёр.

## Ранние годы
Майкл Лембек родился 25 июня 1948 года в семье Каролины Дабс и Харви Лембека (тоже актёра). Окончил Beverly Hills High School в 1966 году, среди его однокашников были Роб Райнер, Альберт Брукс и Ричард Дрейфус.
После он продолжил учёбу актёрскому мастерству в Лос-Анджелесском городском колледже и Государственном университете Калифорнии. Он дополнительно брал уроки пения и танца, и выступал в летних постановках. Он гастролировал с оригинальной постановкой национальной хита Бродвея «Бриолин» с Джоном Траволтой в качестве соседа по комнате.

## Карьера
Он начал свою карьеру актёра в конце 1960-х, а режиссёра — в 1970-х годах. Наиболее заметные его роли в кино — это муж Джули Купер, Макс Хорват, в комедии Однажды за один раз. Он играл ньюсмейкера Клете Мейзенхеймера в сериале Мэри Хартман, Мэри Хартман. Он также играл Капитана Кула из «Капитана Кула» и Конги на Кроффт Супершоу с 1976 по 1978 год. Он также известен по своей роли Винни Фацио в фильме «Парни из роты C» в 1978 году.
Лембек сотрудничал с актёром Питером Бойлом в фильмах в «Санта-Клаус 2» и «Санта-Клаус 3». Лембек снял Бойла также в ряде эпизодов сериала Все любят Рэймонда.
Сейчас Лембек работает только как кино- и телережиссёр.

## Личная жизнь
Младшая сестра (р. 1952) — актриса Хелани Лембек. Был дважды женат. Первая жена — актриса Барбара Дойч (поженились 16 июня 1977 года) — 1 ребёнок. Вторая жена — актриса Лорна Паттерсон — двое детей.

## Награды
Он выиграл Эмми за свою работу в качестве режиссёра сериала «Друзья» за эпизод «Эпизод после Суперкубка» в 1996 году за выдающиеся личные достижения в режиссуре в комедийном сериале, и срежиссировал 20 других эпизодов сериала. Позднее ещё 3 раза номинировался на Эмми в разных категориях.

## Фильмография

### Кинорежиссёр
- 1996 — Мальчики и девочки / Boys & Girls
- 1998 — Карли / Carly
- 1999 — Истинная любовь / True Love
- 2000 — Оттуда, где я сижу / From Where I Sit
- 2001 — Лумис / Loomis
- 2002 — Санта-Клаус 2 / The Santa Clause 2
- 2004 — В шоу только девушки / Connie and Carla
- 2006 — Санта-Клаус 3 / The Santa Clause 3: The Escape Clause
- 2008 — Клика / The Clique
- 2010 — Зубная фея / Tooth Fairy
- 2011 — Шикарное приключение Шарпей / Sharpay's Fabulous Adventure
- 2011 — Шикарное кольцо / The Bling Ring

### Телережиссёр
- Переходный возраст[англ.] — 3 эпизода — 1989
- Доктор Доктор[англ.] — 2 эпизода — 1989
- Два моих отца[англ.] — 1 эпизод — 1989
- Тренер — 7 эпизодов — 1989—1990
- Сахар и специи[англ.] — 1 эпизод — 1990
- Хроники маршала — 2 эпизода — 1990
- ИО шерифа[англ.] — 1 эпизод — 1991
- Вслепую[англ.] — 5 эпизодов — 1992
- Папочка-майор[англ.] — 67 эпизодов — 1990—1993
- Любовь и война[англ.] — 16 эпизодов — 1993—1994
- Хороший Совет[англ.] — 4 эпизода — 1994
- Гордость и радость[англ.] — 1 эпизод — 1995
- Double Rush[англ.] — 13 эпизодов — 1995
- Высшее общество[англ.] — 1 эпизод — 1995
- Новостное радио[англ.] — 3 эпизода — 1995
- Party Girl[англ.] — 1996
- Boys & Girls — 1996
- Голая правда[англ.] — 1 эпизод — 1996
- Хоп и Глория[англ.] — 8 эпизодов — 1995—1996
- Кэролайн в большом городе[англ.] — 1 эпизод — 1996
- Эллен — 1 эпизод — 1996
- Chicago Sons — 1997
- Все любят Рэймонда — 5 эпизодов — 1996—1997
- Ужасные мужчины[англ.] — 1 эпизод — 1997
- Чрезмерно[англ.] — 10 эпизодов — 1997
- Домашние правила[англ.] — 1 эпизод — 1998
- Это жизнь[англ.] — 1 эпизод — 1998
- Карли — 1998
- Анкор! Анкор![англ.] — 1998
- True Love — 1999
- Jesse — 2 эпизода — 1999
- Вероника в шкафу[англ.] — 4 эпизода — 1997—1999
- Без ума от тебя — 5 эпизодов — 1995—1999
- From Where I Sit — 2000
- Принцип Питера — 2000
- Stark Raving Mad — 2 эпизод — 1999—2000
- Друзья — 24 эпизода — 1995—2000
- Проклятые — 2000
- Loomis — 2001
- Как насчет Джоан?[англ.] — 3 эпизода — 2001
- Два парня и девушка[англ.] — 21 эпизод — 1998—2001
- Окраина[англ.] — 2001
- Внутри Шварц[англ.] — 1 эпизод — 2001
- Как сказал Джим — 1 эпизод — 2001
- The 5 Coolest Things — 2003
- Untitled Oakley & Weinstein Project — 2005
- Untitled Paul Reiser Project — 2006
- Университет — 1 эпизод — 2007
- Californication — 1 эпизод — 2007
- Красотки в Кливленде — 1 эпизод — 2010
- The Bling Ring — 2011
- Папочка — 3 эпизода — 2012

### Актёр
53 фильма с 1969 по 1995 год.